# Irumua
Irumua is een geslacht van hooiwagens uit de familie Assamiidae.
De wetenschappelijke naam Irumua is voor het eerst geldig gepubliceerd door Roewer in 1961. 

## Soorten
Irumua omvat de volgende 2 soorten:
- Irumua bifurcata
- Irumua caeca